# Liu Cixin
Pour les articles homonymes, voir Liu.
Dans ce nom chinois, le nom de famille, Liu, précède le nom personnel.
Œuvres principales
- Trilogie du Problème à trois corps
  - Le Problème à trois corps
  - La Forêt sombre
  - La Mort immortelle
- Terre errante
- Boule de foudre

Liu Cixin (chinois simplifié : 刘慈欣 ; chinois traditionnel : 劉慈欣 ; pinyin : Liú Cíxīn ; EFEO : Lieou Ts'eu-sin), né le 23 juin 1963 à Yangquan dans la province du Shanxi en Chine, est l'écrivain de science-fiction le plus célèbre en Chine.

## Biographie
Dans la vie civile, après avoir étudié à l'université de Chine du Nord en conservation de l'eau et énergie électrique (en) qu'il quitte en 1988, Liu Cixin travaille comme ingénieur dans une centrale électrique à Yangquan de Shanxi.
Liu Cixin a gagné neuf fois le prix Galaxy et une fois le prix Xingyun, pour plusieurs de ses œuvres de fiction. Son roman Le Problème à trois corps a obtenu le prix Hugo du meilleur roman 2015. Il est ainsi le premier Chinois récompensé par un prix Hugo. Il y commente, à cette occasion, la science-fiction en 2015 : « L'écriture sur ce thème est sur le déclin à travers le monde, car comme je le suppose, la technologie perd son mystère, alors que le mystère est un squelette important pour la composition de science-fiction ». Dans un entretien littéraire avec The New York Times, le président Obama a dit que ce roman lui avait permis d'avoir une perspective cosmique pendant la frénésie de sa présidence. Liu a ensuite dit que l'équipe d'Obama lui avait demandé une copie en avance du troisième roman.
Le troisième roman de la trilogie du Problème à trois corps, La Mort immortelle, a obtenu le prix Locus du meilleur roman de science-fiction 2017.
Il est aussi reconnu comme étant le premier auteur chinois du genre cyberpunk avec la publication du roman Chine 2185 (inédit en français et en anglais), à la veille des événements de Tian'anmen en 1989.
Liu est marié et a une fille.

## Œuvres principales

### Trilogie duProblème à trois corps
1. Le Problème à trois corps, Actes Sud, coll. « Exofictions », 2016 ((zh) 三体, 2008), trad. Gwennaël GaffricTraduit en anglais par Ken Liu sous le titre The Three-Body Problem et publié par Tor Books en 2014.
Paru en épisodes dans le magazine Science Fiction World en 2006.
Prix Galaxy (en) 2006 et prix Hugo du meilleur roman 2015.
2. La Forêt sombre, Actes Sud, coll. « Exofictions », 2017 ((zh) 黑暗森林, 2008), trad. Gwennaël GaffricTraduit en anglais par Joel Martinsen sous le titre The Dark Forest et publié par Tor Books en 2015.
3. La Mort immortelle, Actes Sud, coll. « Exofictions », 2018 ((zh) 死神永生, 2010), trad. Gwennaël GaffricTraduit en anglais par Ken Liu sous le titre Death's End et publié par Tor Books en 2016.
Prix Locus du meilleur roman de science-fiction 2017.

### Romans indépendants
- L'Ère de la supernova, Actes Sud, coll. « Exofictions », 2024 ((zh) 超新星纪元, 2003), trad. Gwennaël GaffricTraduit en anglais par Joel Martinsen sous le titre Supernova Era et publié par Tor Books en 2019
- Terre errante, Actes Sud, coll. « Exofictions », 2020 ((zh) 流浪地球, 2000), trad. Gwennaël GaffricTraduit en anglais par Holger Nahm sous le titre The Wandering Earth et publié par Beijing Guomi Digital Technology en 2013
- (zh) 乡村教师, 2001
- Boule de foudre, Actes Sud, coll. « Exofictions », 2019 ((zh) 球状闪电, 2004), trad. Nicolas GiovanettiTraduit en anglais par Joel Martinsen sous le titre Ball Lightning et publié par Tor Books en 2018
- Des dinosaures et des fourmis, Actes Sud, coll. « Exofictions », 2025 ((zh) 白垩纪往事, 2004), trad. Gwennaël Gaffric, 192 p.  (ISBN 978-2-330-20020-6)Traduit en anglais par Holger Nahm sous le titre Of Ants and Dinosaurs et publié par Beijing Guomi Digital Technology en 2012

### Recueils de nouvelles
- L'Équateur d'Einstein : Nouvelles complètes 1, Actes Sud, coll. « Exofictions », 2022 ((zh) 爱因斯坦赤道, 2003), trad. Gwennaël Gaffric
- Les Migrants du temps : Nouvelles complètes 2, Actes Sud, coll. « Exofictions », 2022 ((zh) 时间移民, 2014), trad. Gwennaël Gaffric

### Nouvelles traduites en français
- Avec ses yeux, 2017 ((zh) 带上她的眼睛, 1999), trad. Gwennaël GaffricPubliée dans la revue Bifrost no 87, Le Bélial'

## Adaptations

### À l'écran
Le roman court Terre errante publié en 2000 a été adapté au cinéma en 2019 par Frant Gwo et un préquel intitulé The Wandering Earth 2 est sorti en 2023.
Le roman court (zh)乡村教师  publié en 2001 a été adapté au cinéma Crazy Alien en 2019 par NingHao.
Un tournage de l'adaptation du roman Le Problème à trois corps est resté en post-production depuis 2015. Une adaptation en série télévisée est également envisagée par Amazon, qui comptait investir 1 milliard de dollars pour réaliser trois saisons. Mais c'est finalement Netflix qui développe une série avec les producteurs de Game of Thrones, David Benioff et D. B. Weiss. Intitulée Le Problème à trois corps, elle est diffusée le 21 mars 2024.
Entretemps, en 2023, la Télévision centrale de Chine (CCTV) diffuse une série de 30 épisodes directement adaptés du roman : également intitulée Le Problème à trois corps, elle est réalisée par Yang Lei et met en scène Zhang Luyi (en), Yu Hewei, Chen Jin et Wang Ziwen.

### En bande dessinée
À partir de mars 2022, une série d'une quinzaine de bandes dessinées, appelée Les Futurs de Liu Cixin, est publiée dans la collection Neopolis chez Delcourt.
- Tome 1 : Terre vagabonde  (ISBN 978-2413038009)
- Tome 2 : Pour que respire le désert  (ISBN 978-2302092761)
- Tome 3 : Les Trois Lois du monde  (ISBN 978-2413037996)
- Tome 4 : Nourrir l'humanité  (ISBN 978-2413038016)
- Tome 5 : La Perfection du cercle  (ISBN 978-2413038061)
- Tome 6 : Proies et Prédateurs  (ISBN 978-2413030157)
- Tome 7 : L'Attraction de la foudre  (ISBN 978-2413038092)
- Tome 8 : Brouillage intégral  (ISBN 978-2413038108)
- Tome 9 : La Terre transpercée  (ISBN 978-2413038078)
- Tome 10 : L'Ère des anges  (ISBN 978-2413038085)
- Tome 11 : Au-delà des montagnes  (ISBN 978 2413038054)
- Tome 12 : Le Calcul du papillon  (ISBN 978-2413038047)
- Tome 13 : L'Humanité invisible  (ISBN 978-2413038030)
- Tome 14 : L'Océan des rêves  (ISBN 978-2413037989)
- Tome 15 : Les Migrants du temps  (ISBN 978-2413038023)

## Polémique
En 2020, cinq sénateurs américains ont demandé à Netflix de reconsidérer sa décision d'adapter le roman à succès Le Problème à trois corps après des propos tenus par le romancier lors d'un entretien au magazine The New Yorker, publié en juin 2019. Interrogé sur le sort de la minorité musulmane ouïghoure, objet de détentions massives dans des camps d'internement, Liu Cixin avait pris la défense des autorités chinoises, répliquant à son interlocuteur : « Vous préféreriez qu'ils découpent les gens dans les gares ou les écoles lors d'attentats terroristes ? [...] Le gouvernement est plutôt en train d'aider leur économie et d'essayer de les sortir de la pauvreté. »
En réponse, Netflix a assuré qu'il ne partageait pas son point de vue, mais a aussi souligné que le livre ou la série n'avaient pas de rapport avec ses propos.

#### Bases de données et dictionnaires
- Ressources relatives à la littérature :   - The Encyclopedia of Science Fiction
  - Internet Speculative Fiction Database
  - NooSFere
  - Tor.com
- Ressources relatives à l'audiovisuel :   - Allociné
  - IMDb
- Ressource relative à la musique :   - MusicBrainz
- Notices dans des dictionnaires ou encyclopédies généralistes :   - Munzinger
  - Store norske leksikon
- Notices d'autorité :   - VIAF
  - ISNI
  - BnF (données)
  - IdRef
  - LCCN
  - GND
  - Japon
  - CiNii
  - Espagne
  - Pays-Bas
  - Pologne
  - Israël
  - NUKAT
  - Catalogne
  - Australie
  - Norvège
  - Croatie
  - Tchéquie
  - WorldCat